# نمازخانه اسکروونی
نمازخانه اسکروونی (انگلیسی: Scrovegni Chapel؛ ‏ایتالیایی: Cappella degli Scrovegni؛ ‏[kapˈpɛlla deʎʎi skroˈveɲɲi]) که با نام نمازخانهٔ آرنا هم شناخته می شود، یک کلیسای کوچک در مجاورت محفل سنت آگوستین در پادووا واقع در ناحیهٔ ونتوی ایتالیاست. در این نمازخانه، یک فرسکو اثر جوتو وجود دارد که در حدود سال ۱۳۰۵ میلادی تکمیل شد و شاهکار مهم هنر غرب محسوب می‌شود. کمیته میراث جهانی یونسکو در سال ۲۰۲۱ آن را در فهرست میراث جهانی خود قرار داد. نمازخانه اسکروونی حاوی مهم‌ترین فرسکویی است که آغازگر انقلابی در هنر نقاشی دیواری بود و تکنیک، سبک و محتوای نقاشی دیواری را به‌مدت یک قرن تمام تحت تأثیر قرار داد.